# Джміль-чесальник
Джміль-чеса́льник (Bombus distinguendus) — вид комах ряду перетинчастокрилих.

## Видовий епітет
Видовий епітет лат. distinguendus перекладається як укр. відокремлений або укр. розрізнений.

## Поширення
Ареал виду охоплює терени Австрії, Бельгії, Чехії, Данії, Фінляндії, Франції, Німеччини, Великої Британії, Угорщини, Литви, Польщі, Румунії, Словаччини, Швейцарії, північної Росії і Північної Америки.
Він знаходиться під загрозою зникнення в Ірландії. У Великій Британії, цей вид трапляється на крайній півночі Шотландського нагір'я, Оркнейських та Західних островів.
Джміль-чесальник також зустрічається в Україні. Населяє луги, ліси, поля та пасовища заходу та півночі країни. Надає перевагу широким лукам у північній частині України. Популяції невеликі й рідко розподілені. В європейському червоному списку МСОП має статус уразливого виду.

## Короткий опис ейдономії імаго
Bombus distinguendus — великий джміль. Забарвлення облямівки дуже постійне: золотисто-жовте з чорною грудною смугою.

## Особливості біології та місця проживання
Живиться на Trifolium spp. (самка-засновниця і робочі особини) та Carduoideae (самці).